# Lucien René Faure
Pour les articles homonymes, voir Faure.
Lucien René Faure, né le 14 janvier 1928 à Romans-sur-Isère (Drôme) et mort le 9 septembre 2005 à Bourg-de-Péage (Drôme), est un coureur cycliste français, professionnel de 1957 à 1960.

## Biographie
Après sa carrière cycliste, il devient gérant d'un magasin de vélo.

## Palmarès

### Par année
- 1954
  - 2e du Grand Prix du comptoir des tissus
  - 3e du Circuit Drôme-Ardèche
- 1955
  - Grand Prix du Faucigny
  - Grand Prix du comptoir des tissus
  - 2e du Circuit Drôme-Ardèche
- 1956
  - Grand Prix du Faucigny
  - 2e du championnat de France des indépendants
- 1957
  - 4e étape du Tour de l'Ariège
  - 3e du Tour de Haute-Savoie
- 1959
  - 2e du Circuit Drôme-Ardèche
- 1961
  - Grand Prix du Faucigny

### Résultats sur les grands tours

#### Tour de France
1 participation
- 1957 : abandon à la 3e étape[2]